# Huemul
Els huemuls (Hippocamelus) són un gènere de cèrvids. Inclou dues espècies amenaçades andines. Els huemuls tenen el cos robust i gruixut, amb potes curtes. Aquests mamífers viuen a grans altituds a l'estiu, baixen de les muntanyes a la tardor i passen l'hivern en valls protegides amb boscos. Prefereixen àrees amb aigua dolça. Els huemuls són herbívors que s'alimenten principalment de plantes herbàcies i arbustos, així com ciperàcies, líquens i herbes que troben entre les roques als pics elevats.
El nom genèric Hippocamelus significa ‘cavall-camell’.